# Leptochilus schindleri
Leptochilus schindleri är en stekelart som först beskrevs av Guiglia 1929.  Leptochilus schindleri ingår i släktet Leptochilus och familjen Eumenidae. Inga underarter finns listade i Catalogue of Life.